# Rosario (Chihuahua)
Rosario è una municipalità dello stato di Chihuahua, nel Messico settentrionale, il cui capoluogo è la località di Valle del Rosario.
Conta 2.235 abitanti (2010) e ha una estensione di 1.171,25 km².
Il paese è dedicato alla Vergine del Rosario.